# Нойманн, Иоанн Непомук
Иоа́нн Непомук Нойманн (англ. John Nepomucene Neumann, чеш. Jan Nepomucký Neumann, нем. Johann Nepomuk Neumann; 28 марта 1811[…], Прахатице — 5 января 1860[…], Филадельфия, Пенсильвания) — святой Римско-Католической Церкви, член католического монашеского ордена редемптористов, миссионер, первый канонизированный американский католический епископ, инициатор развития школьной католической образовательной системы в США.

## Биография
После окончания школы в Ческе Будейовице в 1831 году поступил в семинарию. В 1833 году перевёлся в Пражский Университет, где изучал богословие. В 1835 году подал прошение местному епископу, чтобы то его рукоположил в священника. Из-за избытка священников в Богемии, епископ отказал ему в его просьбе. Тогда Иоанн Нойманн обратился с такой же просьбой к епископу Нью-Йорка, который согласился его рукоположить в священника. В 1836 году он прибыл в США, где сразу же принял таинство священства. Ему поручили работать с немецкоговорящими иммигрантами в районе Ниагарского водопада. В 1840 году Иоанн Нойманн вступил в монашеский орден редемптористов. В 1842 году принял монашеские обеты. В 1848 году его назначили провинциалом ордена на территории США. 10 февраля 1848 года был натурализован в американское гражданство.
В марте 1852 года его Иоанна Нойманна рукоположили в епископа Филадельфии. В своей пастырской деятельности уделял внимание развитию образовательной системы, открывая многочисленные католические школы в своем диоцезе. Занимался просветительской и научной работой. Написал книгу об истории немецких переводов Библии. Публиковал статьи в католических периодических изданиях. Умер 5 января 1860 года в Филадельфии, в возрасте 48 лет.

## Прославление

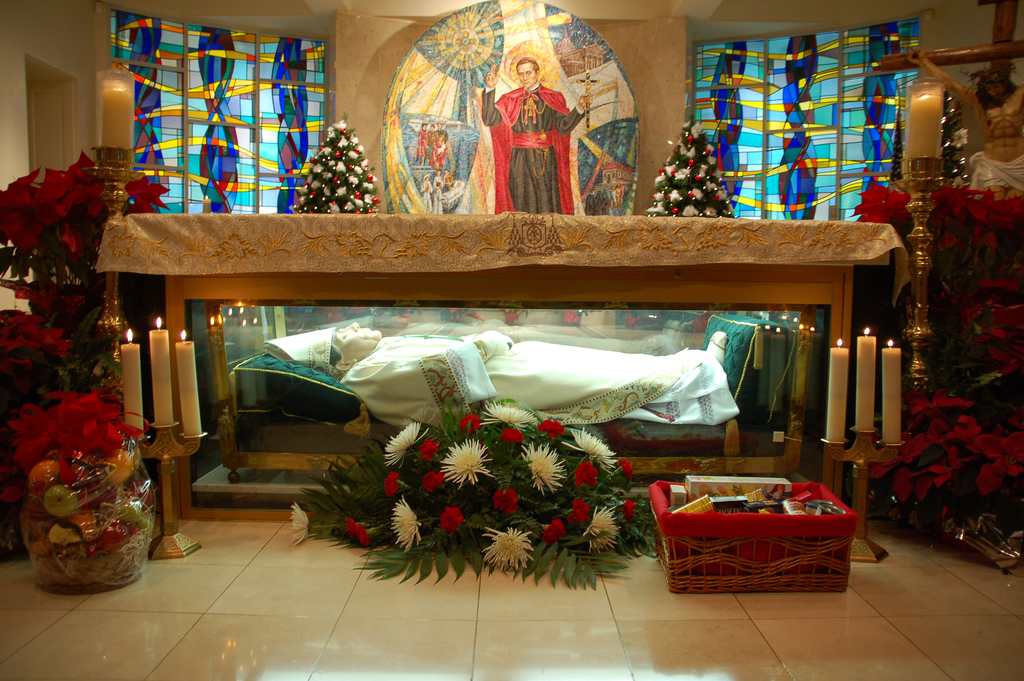
Мощи святого Иоанна Нойманна

13 октября 1963 года Иоанн Нойманн был причислен к лику блаженных римским папой Павлом VI, им же причислен к лику святых 17 октября 1963 года. После канонизации мощи святого Иоанна Нойманна были перезахоронены в церкви святого апостола Петра в Филадельфии, где находятся до сих пор.
День памяти в Католической церкви — 5 января (в Чехии — 5 марта).